# Alue Gurep
Alue Gurep is een bestuurslaag in het regentschap Aceh Timur van de provincie Atjeh, Indonesië. Alue Gurep telt 417 inwoners (volkstelling 2010).